# Fibracat
Fibracat és un proveïdor d'Internet i operador de telefonia mòbil, fundat el 2013 com a marca comercial del l'empresa manresana de telecomunicacions Altecom, i propietat des del 2021 del grup madrileny Avatel. Es publicita com el primer operador global de telecomunicacions català.
L'any 2013, la marca va ser la primera de l'Estat espanyol llançar l'oferta de 1000 Mbps (1Gbps) de baixada per a particulars. D'ençà de juliol de 2014, va començar a exercir d'operador mòbil virtual i tenia inicialment una infraestructura pròpia amb el suport de la xarxa d'Orange allà on no podia oferir servei propi. Va tancar l'exercici del 2018 amb una facturació de 4,4 milions d'euros, sia 30% més que l'any anterior, i amb 16.000 clients.
L'any 2019 arriba a les principals ciutats catalanes i gran part de l'Àrea Metropolitana de Barcelona, amb la previsió de cobrir la totalitat del territori de Catalunya l'any 2023. El 2018 va obrir la segona botiga a Reus i el 2019 la primera a Girona i Lleida. Va tancar l'exercici 2019 amb una facturació de 6 milions d'euros, un 36% més que l'any anterior, així com amb 55.000 clients.
L'any 2020, el Ple del Consell de l'Audiovisual de Catalunya (CAC), va autoritzar l'arrendament de la llicència per a la prestació de serveis de comunicació audiovisual del programa número 4 (EDC4) del canal múltiple de televisió digital terrestre amb cobertura nacional, a favor de Fibracat, del qual l'emissió era totalment en català. El canal Fibracat TV va començar a emetre l'1 de juny de 2020, que liderava l'empresària Meritxell Bautista, cofundadora de Fibracat, un projecte en el que l'empresa va invertir més d'1 milió d'euros. L'emissió de Fibracat TV finalitzà el 31 de desembre de 2022.
L'any 2021, l'empresa competidora Avatel, sisena operadora de fibra òptica d'Espanya, va adquirir el 100% de les accions d'Altecom i en va assumir el control, mantenint-se els fundadors en els seus càrrecs executius, Olivet com a director tècnic i Bautista com a directora comercial. La situació durà fins a març de 2023, quan l'empresa Avatel s'endugué la seu de l'empresa a Alcobendas, i acomiadà els dos fundadors.